# Décès en juin 1948
Décès
- 1944
- 1945
- 1946
- 1947
- 1948
- 1949
- 1950
- 1951
- 1952

Pour une information complémentaire, voir la page d'aide.

| Date    | Nom             | Pays                   | Activités         | Âge | Source |
| ------- | --------------- | ---------------------- | ----------------- | --- | ------ |
| 19 juin | Warner Richmond | Drapeau des États-Unis | Acteur américain. | 62  |        |